# International Superstar Soccer 98
International Superstar Soccer 98 (oficialmente abreviado como ISS 98 no Japão e conhecido como Jikkyou World Soccer: World Cup France '98) é um videogame de futebol desenvolvido pela KCEO como exclusivo para o Nintendo 64. A versão de PlayStation se chama International Superstar Soccer Pro 98 e foi desenvolvido pela KCET, sendo completamente diferente. Embora faltasse a licença da FIFPro, ele apresentava o atacante italiano Fabrizio Ravanelli, juntamente com o goleiro alemão Andreas Köpke (na versão alemã) e Paul Ince (na versão britânica). A capa norte-americana tinha o jogador o colombiano Carlos Valderrama. O jogo contou com a licença da Reebok para usar seus logotipos nas placas de publicidades e os uniformes.

## Novidades
- A Lista de equipes foi ampliada para 52
- O número de jogadores em cada equipe foi expandido para 20
- Modo de formação táctica podem ser inseridos a qualquer momento do jogo
- Três novos estádios e cinco níveis de dificuldade
- A introdução do modo editar jogador permitindo a criação de até 60 jogadores individuais
- Nomes dos jogadores próximos dos nomes reais, ao invés dos nomes fictícios anteriormente presentes

## Conteúdo
O jogo foca na Copa do Mundo FIFA de 1998 e inclui cada equipe que classificada e outras. Todos os continentes possuem no mínimo um estádio, além dos uniformes oficiais da Copa do Mundo. Na versão européia, as escalações estão em conformidade com as oficiais do Mundial de 98 e também as equipes que não participaram desse mundial (na versão norte-americana as seleções estão com a escalações das eliminatórias). No entanto os nomes dos jogadores corretos por não ter conseguido a licença da FIFPro, embora o número, aparência, idade, peso e habilidades estejam corretas. Na versão européia, o jogo tem mais patrocinadores como a Reebok, Apple, Continental, Canon, Sharp, Umbro , Major A (uma das divisões da Konami) e até a própria Konami que aparecem nas placas de publicidades.
Já a versão japonesa o nomes do jogadores estão licenciados, embora esteja escrito em japonês.

## Modos de jogo

### Jogo amistoso
um amistoso contra o computador ou com outro jogador com opções de estádio, tempo e horário, assim como vantagens ou desvantagens (condição do jogador, força do goleiro e número de jogadores em campo 7 a 11.)

### Copa Internacional
Este modo consiste no jogador escolher uma seleção de uma região e tenta levar ela a Copa Internacional 98, a partir das eliminatórias de sua respectiva região.

### Liga Mundial
Consiste em uma liga de 48 seleções com turno e returno.

### Cenário
16 situações onde o jogador e colocado em uma partida em andamento. Dependendo da dificuldade, o jogador deve administrar uma vitória (em partidas mais fáceis), ou ganhar um jogo desempatando ou virando a partida (em partidas com uma dificuldade elevada).
- Em itálico a seleção que jogador irá controlar

| Jogo                        | Placar atual | Tempo restante | Lance atual                    | Descrição do jogo | Jogo real                                                                             |
| Austrália - Irã             | 2 - 2        | 4:23           | Escanteio para a Austrália     | AUSTRÁLIA perdeu totalmente o controle do jogo. Use jogo de poder australiano para ampliar o marcador novamente.                               | Eliminatórias Intercontinentais para a Copa do Mundo de 1998                          |
| Iugoslávia - Espanha        | 1 - 1        | 4:41           | Falta para a Espanha           | ESPANHA abriu o placar com uma cobrança de pênalti, mas sofreram o empate no último momento. Os espanhóis são fortes o suficiente?             | Eliminatórias Europeias para a Copa do Mundo de 1998 (Grupo 6)                        |
| Rússia - Itália             | 1 - 1        | 3:18           | Falta para a Itália            | A vaga para o torneio está na partida no inverno. A dedicação italiana superará a russa?                                                       | Eliminatórias Europeias para a Copa do Mundo (Play-off Europeu)                       |
| Noruega - Suíça             | 3 - 0        | 1:07           | Escanteio para a Noruega       | Graças ao poder da NORUEGA, a SUÍÇA concedeu a liderança do placar. Com um jogador a menos, será que a Suíça pode voltar ao jogo?              | Eliminatórias Europeias para a Copa do Mundo de 1998 (Grupo 3)                        |
| Dinamarca - Croácia         | 3 - 1        | 2:21           | Falta para Croácia             | DINAMARCA tinha a liderança, mas agora a CROÁCIA assumiu o controle. Com um homem a menos, pode a DINAMARCA manter a liderança no placar?      | Eliminatórias Europeias para a Copa do Mundo de 1998 (Grupo 1)                        |
| Chile - Argentina           | 1 - 2        | 4:11           | Falta para o Chile             | O CHILE concedeu um gol no momento final. Marque um gol nesta cobrança de falta para assumir a liderança mais uma vez.                         | Eliminatórias Sul-Americanas para a Copa do Mundo de 1998 (Rodada 16)                 |
| Irlanda do Norte - Alemanha | 1 - 0        | 2:55           | Escanteio para a Alemanha      | A ALEMANHA não pôde tomar o controle do jogo e assumir a liderança. Mostre a verdadeira força da Alemanha!                                     | Eliminatórias Europeias para a Copa do Mundo de 1998 (Grupo 9)                        |
| Japão - Brasil              | 0 - 2        | 2:01           | Falta para o Japão             | Os japoneses foram dominados pela habilidade brasileira. Mas nunca se sabe o que vai acontecer no futebol.                                     | Amistoso Internacional                                                                |
| Peru - Uruguai              | 2 - 1        | 3:49           | Falta para o Uruguai           | Com os peruanos na liderança e o seu craque expulso, parece que não há nenhuma esperança para URUGUAI. Será que este jogo terminará como está? | Eliminatórias Sulamericanas para a Copa do Mundo de 1998 (Rodada 16)                  |
| Países Baixos - Bélgica     | 2 - 0        | 2:18           | Pênalti para a Bélgica         | Holanda tem a vantagem neste jogo predestinado. Mas com esta penalidade, o jogo pode virar.                                                    | Eliminatórias Europeias para a Copa do Mundo de 1998 (Grupo 7)                        |
| Alemanha - Portugal         | 0 - 1        | 3:22           | Lateral para a Alemanha        | PORTUGAL foi castigado por demorar muito tempo para matar o jogo. Eles podem impedir o feroz ataque da ALEMANHA?                               | Eliminatórias Europeias para a Copa do Mundo de 1998 (Grupo 9)                        |
| Paraguai - Argentina        | 0 - 2        | 3:54           | Pênalti para o Paraguai        | A ARGENTINA cometeu uma penalidade, e agora está com um a menos. Para parar o ímpeto paraguaio, este pênalti precisa ser defendido.            | Eliminatórias Sul-americanos para a Copa do Mundo de 1998 (Rodada 13)                 |
| Paraguai - Colômbia         | 1 - 1        | 4:38           | Lateral para o Paraguai        | Ambas as equipes tiveram jogadores expulsos. Parece um jogo difícil. Consiga a vitória!!                                                       | Eliminatórias Sul-americanos para a Copa do Mundo de 1998 (Rodada 10)                 |
| Itália - Inglaterra         | 0 - 0        | 3:36           | Tiro de meta para a Inglaterra | Os ingleses estão determinados a vencer na Itália, a fim de retribuir a derrota na partida anterior.                                           | Eliminatórias Europeias para a Copa do Mundo de 1998 (Grupo 2)                        |
| França - África do Sul      | 1 - 1        | 4:34           | Falta para a França            | França está lutando com a força cada vez maior da África do Sul. Será que uma substituição fará o jogo virar?                                  | Copa do Mundo FIFA de 1998 (Grupo C)                                                  |
| Jamaica - México            | 0 - 0        | 4:15           | Escanteio para a Jamaica       | Os Reggae Boys são realmente quentes! Este jogo contra o México vai determinar se eles estão jogando para valer.                               | Eliminatórias da CONCACAF para a Copa do Mundo de 1998 (Ultima Rodada da Quarta Fase) |
| --------------------------- | ------------ | -------------- | ------------------------------ | --- | ------------------------------------------------------------------------------------- |

### Penalidades
Duas equipes disputando cobranças de pênaltis para decidir o vencedor em caso de empate, passam pelas cobranças alternadas

### Treino
Seção onde se onde o jogador pode treinar livremente, cobranças de falta, escanteio e o goleiro
- Treino Livre
- Cobranças de falta
- Penalidades
- Treino de goleiro

### Opções
Modo onde você pode trocar as Configurações do Jogo, Editar nome do jogador, editar número do jogador, criar jogador, registrar jogador, deletar jogador e carregar o Controller Pak

## Estádios
- Euro Centre Stadium
- Euro International Stadium
- Asia Stadium
- Tokyo Stadium
- Africa Stadium
- South America Main Stadium
- Saint-Denis Stadium
- Paris Stadium
- Lyon Stadium

## Seleções
Ao todo são 78 seleções incluídas no jogo